# Сапега, Иван Богданович
Ива́н Богда́нович Сапе́га (около 1480—1546) — государственный и военный деятель Великого княжества Литовского. Писарь господарский в 1507—1516 годах, маршалок господарский в 1515—1541, воевода витебский в 1520—1541 и подляшский с 1529; староста дорогичинский в 1529—1541 и с 1545.

## Биография
Представитель рода Сапег герба «Лис», сын писаря господарского Богдана Сапеги. Иван Богданович состоял на дипломатической службе; был послом в Москву в 1508, 1531—1532 и 1536 годах, в Турцию — в 1534 году.
Участвовал в боевых действиях во время кампании гетмана Константина Острожского 1514 года, командовал частью войска в битве на Березине 27 августа и битве при Орше 8 сентября 1514 года.

## Семья
Был женат на княжне Анне Андреевне Сангушко (ум. 1561), дочери старосты владимира-волынского и маршалка Волынской земли, князя Андрея Александровича Сангушко (ум. 1534) и Богданы Одинцевич. Дети:
- Лукаш Сапега (ум. ок. 1545)
- Иван Сапега (ум. 1580), староста дрохичинский
- Михаил Сапега (ум. после 1592), дворянин господарский, секратерь королевский
- Павел Сапега (ум. 1580), каштелян киевский, державец любецкий
- София Сапега, 1-й муж староста остёрский Лукаш Курженицкий, 2-й муж воевода смоленский Григорий Волович